# 16 Большой Медведицы
16 Большой Медведицы (16 Ursae Majoris, c Большой Медведицы, c Ursae Majoris, сокращ. 16 UMa, c UMa) — двойная звезда в северном созвездии Большой Медведицы. 16 Большой Медведицы имеет видимую звёздную величину +5,20m, и, согласно шкале Бортля, видна невооружённым глазом на пригородном небе (англ. Suburban sky).
Из измерений параллакса, полученных во время миссии Gaia, известно, что звезда удалена примерно на 64,1 св. лет (19,66 пк) от Земли. Звезда наблюдается севернее 29° ю. ш., то есть видна севернее Северо-Капской провинции (ЮАР), Лесото, севернее Чили и Аргентины, то есть видна в северной приполярной области неба круглый год.
16 Большой Медведицы движется довальн быстро относительно Солнца: её радиальная гелиоцентрическая скорость практически равна −14 км/с, что составляет 140 % от скорости местных звёзд Галактического диска, а также это значит, что звезда приближается к Солнцу. Прохождение перигелия произойдёт через 1,3 млн. лет, когда система окажется в 10 св. лет (4 пк) от Солнца. Скорее всего, звезда член звёздного населения Млечного Пути. По небосводу звезда движется на юго-запад.
Средняя пространственная скорость 16 Большой Медведицы имеет компоненты (U, V, W)=(8.77, −7.72, −9.28), что означает U=8,77 км/с (движется по направлению к галактическому центру), V=−7,72 км/с (движется против направления галактического вращения) и W=−9,28 км/с (движется в направлении галактического южного полюса).
c Большой Медведицы (латинизированный вариант лат. c  Ursae Majoris) является обозначением Байера, данным им звезде в 1603 году. Хотя звезда и имеет обозначение c (С — 3-я буква латинского алфавита), однако сама звезда — 53-я по яркости в созвездии. 16 Большой Медведицы (латинизированный вариант лат. 16 Ursae Majoris) является обозначением Флемстида.

## Свойства двойной звезды
Спектроскопически-двойная природа 16 Большой Медведицы была открыта среди первых 75, открытых в Доминьонской астрофизической обсерватории в 1919 году. Обе звезды отдалены друг от друга на угловое расстояние в 2,9 mas, что соответствует большой полуоси орбиты между компаньонами, по крайней мере, 0,13 а.е. и периоду обращения по крайней мере, 16,24 дней (для сравнения радиус орбиты Меркурия равен 0,39 а.е. и период обращения равен 88 дней). У орбиты не очень большой эксцентриситет, который равен 0,11 (вдвое меньший чем у Меркурия — 0,205). Наклонение в системе довольно велико и составляет 106,0°, то есть звезды в системе 16 Большой Медведицы вращаются по ретроградной орбите, как это видится с Земли.
Если мы будем смотреть со стороны 16 Большой Медведицы A на 16 Большой Медведицы B, то мы увидим оранжевую звёздочку, которая светит с яркостью от −27,8m, то есть с яркостью 2,67 светимости Солнц (в среднем). Причём угловой размер звезды (в среднем) будет — ~2°, а это значит, что её размер будет в 4 раза больше нашего Солнца. С другой стороны, если мы будем смотреть со стороны 16 Большой Медведицы B на 16 Большой Медведицы A, то мы увидим жёлтую звезду, которая светит с яркостью −32,25m (в среднем), то есть с яркостью 159 светимости Солнц. Причём угловой размер звезды (в среднем) будет — ~10,6°, что больше в 21,26 раз диаметра нашего Солнца.
Система не отображает признаков хромосферной активности. Система была исследована на предмет наличия инфракрасного избытка, который мог бы указывать на наличие остаточного диска, но ничего не было найдено.

### Свойства компонента A
16 Большой Медведицы A — судя по её спектральному классу G0V (подобен Йота Персея) является проэволюционировавшим жёлтым карликом, который в настоящее время превращается в субгиганта, то есть водород уже прекращает «гореть» в ядре звезды, а сама звезда уже сходит с главной последовательности. Масса звезды равна 1,213 {\displaystyle M_{\bigodot }}, характерна для звёзд типа F4VТаблицы VII и VIII, каковой она вероятно и родилась. Затем в процессе эволюции её температура упала с 7000 КТаблицы VII и VIII до современных значений, радиус увеличился, а спектральный класс стал современным. Сейчас звезда излучает энергию со своей внешней атмосферы при температуре порядка 5871 К что придаёт ей характерный жёлтый цвет звезды спектрального класса G.
В связи с небольшим расстояние до звезды её радиус может быть измерен непосредственно, и первая такая попытка была сделана в 1967 году и поскольку звезда двойная, то скорее всего измерялся радиус наиболее яркого компонента. Данные об этих измерениях приведены в таблице.
| Год  | m    | Спектр | D (mas) | Rабс ({\displaystyle R_{\bigodot }}) | Комм.  |
| 1967 | 5.16 | G0IV   | —       | 1.6                                  | [ 18 ] |

Сейчас мы знаем, что радиус звезды равен 2,6 {\displaystyle R_{\bigodot }} и характерен для субгигантов, таким образом, измерение 1967 года было в общем адекватным, но не точным. Из температуры и радиуса звёзды, используя закон Стефана-Больцмана, можно узнать, что светимость 16 Большой Медведицы A составляет порядка 7,2 {\displaystyle L_{\bigodot }}.
Звезда имеет поверхностную гравитацию 3,98 СГС или 95,5 м/с2, то есть почти в 3 раза меньше, чем на Солнце (274,0 м/с2). Подобная поверхностная гравитация характерна для карликов, переходящих к стадии субгиганта. Звезды, имеющие планеты, имеют тенденцию иметь большую металличность по сравнению с Солнцем, но 16 Большой Медведицы A имеет довольно низкую металличность: содержание железа в ней относительно водорода составляет 74 % от солнечного значения. , то есть 69 % от солнечного значения, что позволяет предположить, что звезда «пришла» из других областей Галактики, где было меньше металлов, и рождено в молекулярном облаке благодаря менее плотному звёздному населению и малому количеству сверхновых звёзд. Скорость вращения у 16 Большой Медведицы A почти в 3 раза больше солнечной и равна 5,59 км/с, что даёт период вращения звезды — 24,2 дня.
Текущий возраст системы равен 5,41 млрд. лет, также известно, что звёзды с массой 1,213 {\displaystyle M_{\bigodot }} живут на главной последовательности порядка 5,82 млрд. лет и, таким образом, через несколько сотен миллионов лет, пройдя через стадию субгиганта 16 Большой Медведицы A станет красным гигантом. При чём в этой фазе своего существования она может поглотить 16 Большой Медведицы B, возможно, произведя вспышку, подобную новой звезде, а затем, сбросив внешние оболочки, она станет белым карликом.

### Свойства компонента B
Звезда 16 Большой Медведицы B — карлик, имеющий массу 0,59—0,66 {\displaystyle M_{\bigodot }}. Соответственно, из теории звёздной эволюции известно, что звёзды подобной массы должны быть оранжевыми карликами спектрального класса K5V, что указывает на то, что водород в ядре звезды ещё служит ядерным «топливом», то есть звезда находится на главной последовательности. Звезда, в таком случае, будет излучать энергию со своей внешней атмосферы при эффективной температуре около 4060 К, что будет придавать ей характерный оранжевый цвет звезды спектрального класса K.
Радиус звезды должен быть равен 0,50 {\displaystyle R_{\bigodot }}. Светимость звезды должна быть равна 0,08 {\displaystyle L_{\bigodot }}. Также известно, что звёзды с подобной массой живут на главной последовательности порядка 40 млрд лет.

## Ближайшее окружение звезды
Следующие звёздные системы находятся на расстоянии в пределах 20 световых лет от звезды 16 Большой Медведицы (включены только: самая близкая звезда, самые яркие (<6,5m) и примечательные звёзды). Их спектральные классы приведены на фоне цвета этих классов (эти цвета взяты из названий спектральных типов и не соответствуют наблюдаемым цветам звёзд):
| Звезда                   | Спектральный класс | Расстояние, св. лет |
| Глизе 308.1              | M0 V               | 6.54                |
| Сигма² Большой Медведицы | F7 IV-V            | 7.15                |
| 23 Большой Медведицы     | F0 IV              | 12.11               |
| 15 Малого Льва           | G0IV-V             | 17.82               |
| Пи¹ Большой Медведицы    | G1.5Vb             | 17.99               |

Рядом со звездой, на расстоянии 20 световых лет, есть ещё порядка 15 красных, оранжевых карликов и жёлтых карликов спектрального класса G, K и M, которые в список не попали, также 3 белых карлика.